# My Buddy
「My Buddy」（マイ・バディ）は、超特急の13枚目のシングル。2017年7月26日にSDRから発売された。

## 概要
前作「超ネバギバDANCE」から3ヶ月ぶりの2017年第2弾シングル。
表題曲「My Buddy」は、「Yell」（2016年）以来2作振りのドラマ主題歌となり、今作はフジテレビ系『警視庁いきもの係』とのタイアップとなっている。「Yell」が主題歌となった『お義父さんと呼ばせて』（関西テレビ・フジテレビ系、2016年）と同じく、渡部篤郎が主演を務めるドラマに2作連続で楽曲を提供することになった。楽曲やパフォーマンスのコンセプトとしては、「バディ」「動物」といったキーワードを軸に、曲中に様々な動物の鳴き声がインサートされるほか、2人一組での振付が存在するなど、これまで以上に連帯感が協調されたものに仕上がった。その他アートワーク面でも、超特急の作品の中で初めて「笑顔」を採用するなど、これまでになかった印象付けが見られた。また、ドラマ内でもエンディング映像にメンバーが動物の着ぐるみを纏って登場。第6話放送時点まで各メンバーの配役を伏せ、それを視聴者に当てさせるという企画も行われ、全て正解出来る確率が5040分の1という非常に高い難易度でも話題となった。
『通常盤』のほか、『Loppi・HMV限定盤』『ファンクラブ限定盤』の3形態で発売され、店着日となる7月25日のオリコンデイリーチャートでは、前作に続き1位を獲得。ウィークリーチャートでも2位を獲得し、初動売上はこれまでの最高記録を達成した。

## 収録曲
通常盤
1. 「My Buddy」 – 4:34
作詞：ロマンス俱楽部、坂井竜二 / 作曲：DogP / 編曲：ロマンス俱楽部、DogP
2. 「浮つきWAVES」 – 4:30
作詞・作曲・編曲：ロマンス俱楽部

Loppi・HMV限定盤 / ファンクラブ限定盤
1. 「My Buddy」
2. 「浮つきWAVES」
3. 「UNKNOWN...」 – 3:45
作詞：IE-MON / 作曲：MUSOH、IE-MON、DX ISHII / 編曲：D&H、DX ISHII

## タイアップ
| 曲名     | タイアップ                             |
| -------- | -------------------------------------- |
| My Buddy | フジテレビ系『警視庁いきもの係』主題歌 |